# Ґайлювка
Ґайлювка (пол. Gajlówka) — село в Польщі, у гміні Видміни Гіжицького повіту Вармінсько-Мазурського воєводства.
У 1975-1998 роках село належало до Сувальського воєводства.